# Enckescher Komet
Der Enckesche Komet (offizielle Bezeichnung 2P/Encke) ist ein nach Johann Franz Encke benannter kurzperiodischer Komet. Er hat eine der kürzesten Umlaufzeiten aller bekannten Kometen.
Encke war zwar nicht der Entdecker des Kometen, doch gelang ihm durch umfangreiche Studien und  Bahnberechnungen, verschiedene Sichtungen in den Jahren 1786, 1795, 1805 und 1818 miteinander in Verbindung zu bringen. Er veröffentlichte seine Ergebnisse 1819 in der Zeitschrift Correspondance Astronomique und sagte die Wiederkehr für das Jahr 1822 korrekt vorher.

## Geschichte
Seine offizielle Bezeichnung besagt, dass er nach dem Halleyschen Kometen (1P/Halley) der zweite Komet ist, der als periodisch wiederkehrend erkannt wurde. Der Komet wurde erstmals am 17. Januar 1786 von Pierre Méchain entdeckt. Bei seiner Wiederkehr 1795 wurde er von Caroline Herschel, 1805 von Jean-Louis Pons und 1818 nochmals von Pons aufgefunden, bevor Encke die vier Kometenerscheinungen einem einzigen Objekt zuordnen konnte. Während Kometen üblicherweise nach ihrem Entdecker benannt werden, wurde der Komet in diesem Fall nach der Person benannt, die seine Umlaufbahn berechnete, sodass der Komet heute die Bezeichnung 2P/Encke trägt. Der Enckesche Komet war eines der geplanten Missionsziele der fehlgeschlagenen Kometensonde CONTOUR.

## Umlaufbahn

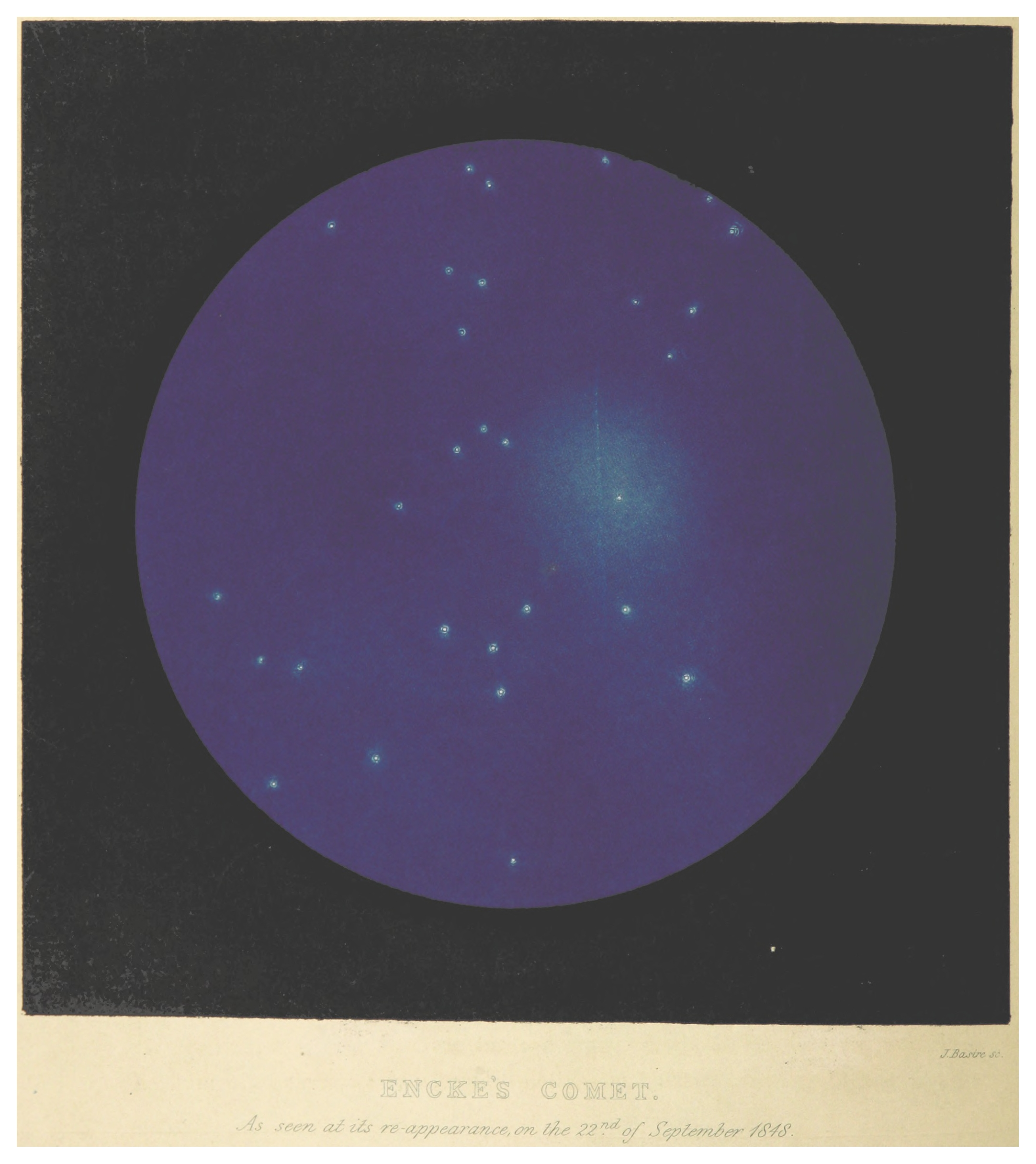
Aufnahme des englischen Astronomen William Henry Smyth (1848)

Aufnahme des STEREO-A-Satelliten: Ein koronaler Massenauswurf trifft den Enckeschen Kometen und reißt den Schweif mit sich

Der Enckesche Komet läuft auf einer langgestreckten elliptischen Umlaufbahn um die Sonne, deren sonnennächster Punkt (Perihel) mit 0,339 AE im Bereich der Bahn des Planeten Merkur liegt, während der sonnenfernste Punkt (Aphel) mit 4,097 AE bis in die Gegend der Jupiterbahn hinausreicht. Die Bahnneigung seiner Umlaufbahn gegen die Ekliptik beträgt 11,8°. Mit einer Umlaufszeit von nur 3,3 Jahren hat der Enckesche Komet eine der kürzesten Umlaufszeiten aller bekannten periodischen Kometen.
Schon im 19. Jahrhundert wurde festgestellt, dass sich die Umlaufszeit des Enckeschen Kometen ständig geringfügig verkürzt, was als Beweis für die Existenz des Äthers angesehen wurde, dessen Reibungswiderstand für die Abbremsung verantwortlich gemacht wurde. Heute weiß man, dass die Abbremsung darauf zurückgeht, dass in Sonnennähe Materie vom Kometenkern in Form von Jets ausgestoßen wird und diese abbremsend wirken. Der ständige Verlust an Materie führt auch zu einer Abnahme der Helligkeit des Kometen: Die absolute Helligkeit des Kometen Encke geht in 50 Jahren durchschnittlich um zirka 0,5 Größenklassen zurück. Sein Durchmesser wird daher auch nur auf rund 4,8 km geschätzt.

## Meteore
Auf den Enckeschen Kometen geht der Meteorstrom der Tauriden zurück. Manche Wissenschaftler machen ein Bruchstück des früher größeren Kometen für Zerstörungen während der Bronzezeit im Fruchtbaren Halbmond verantwortlich. Ein mutmaßlicher Einschlagkrater namens Umm al-Binni im südlichen Irak gilt als möglicher Beweis, eine detaillierte geologische Untersuchung dieser Struktur steht aber noch aus.